# Фицджералд-Ривер
Фицджералд-Ривер (англ. Fitzgerald River National Park) — национальный парк и биосферный резерват в штате Западная Австралия, Австралия.

## Физико-географическая характеристика
Национальный парк расположен на южном побережье Западной Австралии между Бремер-Бей (Bremer Bay) и Хоуптоун (Hopetoun), примерно в 200 км от Эсперанс. Территория парка представляет собой возвышенность, которую пересекает несколько рек, образуя широкие долины. В парке представлена цепь обособленных пиков, которые выходят на побережье и образуют горный хребет Баррен. Самый высокий пик достигает высоты 450 метров. На побережье расположены песчаные дюны, многочисленные острова, реки, озёра и болота, которые пересыхают в летнее время.
Площадь резервата составляет 3290,39 км². Его территория зонирована: 780 км² представляет собой дикая природа, доступ к которой запрещён в целях сохранения редких видов растений и нераспространения Phytophthora cinnamomi. Ещё 700 км² представляет собой зона специальной охраны. Площадь национального парка составляет 2427,27 км². Национальный парк является крупнейшей природоохранной зоной на юге Западной Австралии.
Высота над уровнем моря колеблется от 0 до 457 метров. Средний уровень осадков 400 мм в год.

## Флора и фауна
На территории резервата наблюдается более 250 редких видов растений и животных, многие из которых слабо изучены. Охрана этих редких видов является одной из целей создания резервата.
Богатая флора резервата включает в себя засушливое редколесье, прибрежное редколесье и пустоши. Пустоши представлены в основном Eucalyptus tetragona и Banksia. Для редколесья характерны Eucalyptus occidentalis и Melaleuca parviflora, Dryandra quercifolia и Eucalyptus preissiana. В общей сложности в национальном парке представлены около 2000 видов сосудистых растений, 75 % из которых являются эндемиками,
на территории парка представлено около 20 % эндемиков штата.
В парке обитает 4 вида рыб, 12 видов лягушек, 41 вид рептилий, 19 видов млекопитающих.
На территории резервата обитают такие редкие виды птиц как глазчатая курица, белохвостый траурный какаду, Dasyornis longirostris, Psophodes nigrogularis. Кроме того, в парке обитают красношапочный попугай, желтощёкая розелла, скальный травяной попугайчик, Malurus pulcherrimus, Lichenostomus cratitius, западный шилоклювый медосос, лесная шипоклювка, Eopsaltria griseogularis, Stagonopleura oculata.

## Взаимодействие с человеком

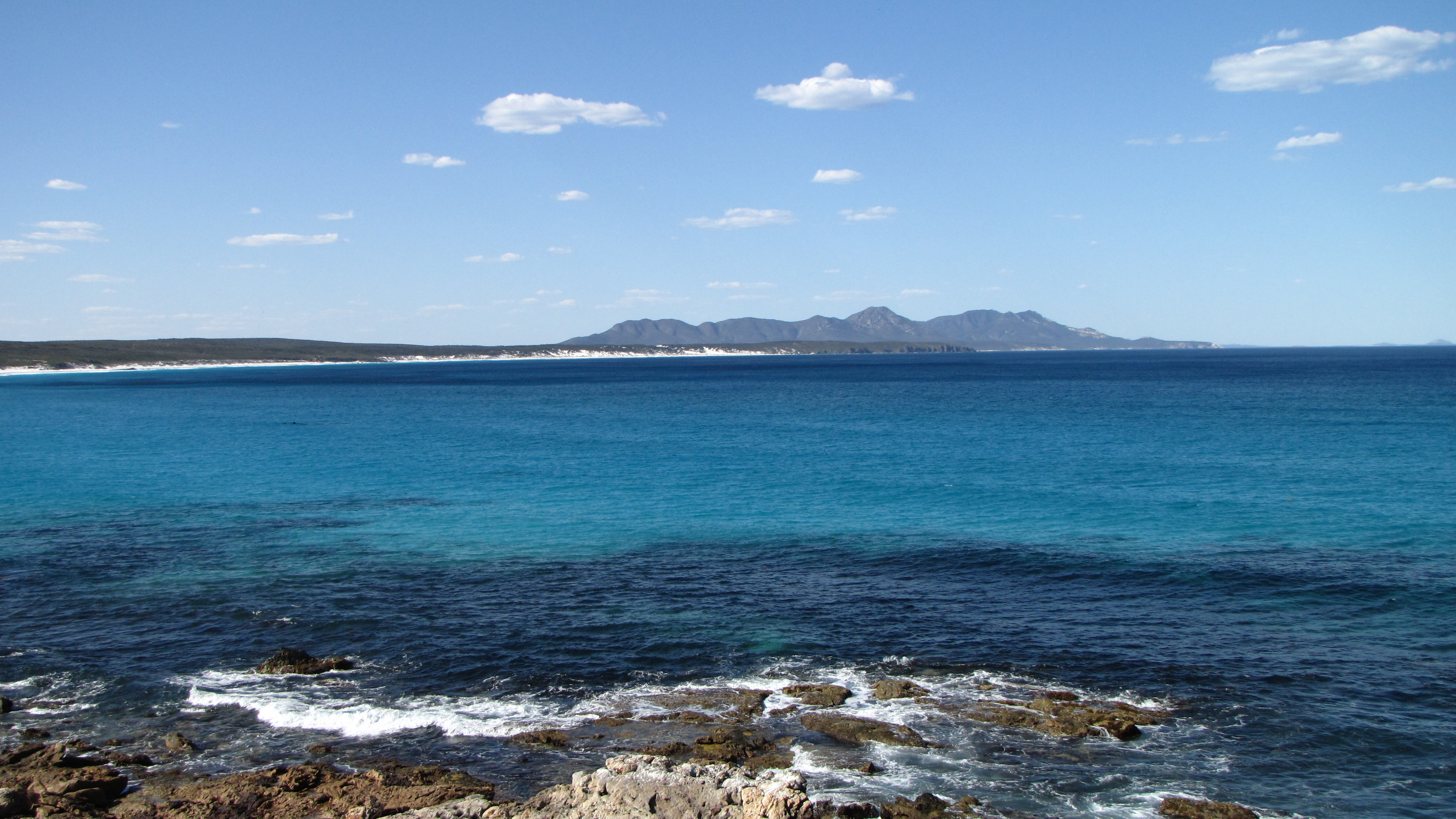
Вид на парк с Пойнт-Энн

По данным 2003 года 36 тысяч человек посетило резерват в качестве туристов. Присутствие человека в резервате ограничивается туризмом и поддержкой туристической инфраструктуры. Резерват окружают сельскохозяйственные угодья, по которым проходят те же водотоки, что и по самому резервату, используемые в сельскохозяйственной деятельности до того как попасть на территорию резервата.
По парку проходит Хамерсли-драйв (Hamersley Drive), северная часть которого легко проходима, а южная, которая проходит по восточной границе парка, доступна только для внедорожников. В 2013 году правительство Западной Австралии осуществляет проект по улучшению инфраструктуры парка.